# Nostra Signora dei Turchi
(Carmelo Bene)
Nostra Signora dei Turchi è un lungometraggio drammatico del 1968, diretto e interpretato da Carmelo Bene.

## Trama
Seguendo un collegamento ambivalente e poi profetico della vicenda della strage degli 800 martiri a Otranto ad opera dei Turchi, Carmelo Bene, nei panni di un uomo pugliese, ripercorre un proprio cammino interiore. La sua filosofia che spiegherà in un monologo fuori campo, come del resto fa in tutto il film, consiste nel manifestare il proprio essere interiore distrutto e deturpato da forze esterne. Tramite la mediocrità più assoluta e il rifiuto anticonformista della salvezza e degli aiuti esterni, Carmelo Bene nelle vesti del personaggio pugliese arriva a compiere il suo dovere, autodistruggendosi. Ma l'invettiva lanciata da lui non è solo contro il proprio ego, bensì contro anche quelle forze che hanno contribuito a renderlo insulso e sofferente.

## Storia della produzione
Tratto dal romanzo omonimo, Nostra Signora dei Turchi segna idealmente la linea delimitante gli anni di gavetta da quelli successivi ormai costellati da un costante e crescente successo. Appena uscito, in piena contestazione, Nostra Signora dei Turchi, inizialmente della durata di 160 minuti fu ridotto poi a 125 per essere proposto alla Mostra Internazionale del Cinema di Venezia. I dissenzienti Pier Paolo Pasolini, Citto Maselli, Gillo Pontecorvo e tant'altri, solidarizzavano per gli operai di Mestre occupando la Mostra del Cinema, cercando anche di coinvolgere inutilmente il refrattario Carmelo Bene. Vennero poi presi di forza e buttati fuori dalla polizia. Luigi Chiarini prese anch'egli le distanze dichiarando apertamente che il film Nostra Signora dei Turchi era più che sufficiente a rappresentare l'Italia. Ma scatena subito accese ed aspre polemiche. L'Italia dei cinefili si spacca in due tra fautori e detrattori. Tra i primi ci sono Oreste Del Buono, Luigi Chiarini e gli amici e ammiratori di Carmelo Bene, come Leo De Berardinis, Perla Peragallo, Piero Panza, Mario Ricci, Cosimo Cinieri, Lello Bersani, e tanti altri. Fra i detrattori ci fu Carlo Mazzarella, uno dei principali inviati della Rai, che volle stroncare in diretta televisiva Nostra Signora Dei Turchi. Il risentimento di Carmelo Bene e dei suoi sfegatati finì per causare addirittura alterchi con schiaffi e querele in tribunale. Lydia Mancinelli in un'intervista parlando di Carlo Mazzarella dice...
Era un telecronista diciamo così mondano, non critico, e si era permesso di fare delle critiche negative ma molto negative su questo film... Tutto partiva dal fatto che noi avevamo bisogno di critiche buone, proprio per i debiti, insomma... oltre che per la gloria... per cui Carmelo la sera qui all'Excelsior gli si avvicinò... e pah!... gli ha dato due schiaffoni ma proprio di brutto...
Bene sperava, anzi era sicuro, di vincere il premio di qualità più che altro, secondo quanto afferma Lydia Mancinelli in un'intervista, per la consistente somma di denaro che gli avrebbe consentito così di pagare tutti i debiti contratti precedentemente, ma...
"quell'anno per ragioni politiche venne dato a Alexander Kluge che vinse il leone d'oro con Artisti sotto la tenda del circo: perplessi, ch'era un film mediocre... [...] Premiarono per di più: Riusciranno i nostri eroi a ritrovare l'amico misteriosamente scomparso in Africa?
Gli fu comunque dato il Leone d'argento e pare proprio per la pressione e la protesta degli stranieri, giapponesi e francesi in testa, che acclamavano Bene come vincitore...
Quando seppe che non aveva avuto il premio di qualità, Carmelo era veramente fuori di sé [...] andò in questura e disse "arrestatemi... perché oggi vado ad ammazzare il ministro dello spettacolo" che allora era Franco Evangelisti.
Ci furono anche schermaglie con l'Anica-Agis che si vedeva beffeggiata nei suoi investimenti miliardari, da questa nuova e geniale produzione della C.B. che vinse il festival del Cinema di Venezia spendendo soltanto una manciata di milioni di lire. Carmelo definisce Nostra Signora dei Turchi come film antisessantotto per eccellenza, e inoltre più che "feroce e divertita parodia della vita interiore" è soprattutto "sfigurata parodia del cinema".

### Il montaggio
Il montaggio fu completato inaspettatamente con lo sfregio metodico e chirurgico perpetrato da Carmelo Bene e i suoi amici Masini, Contini e i tecnici in camice bianco, ai danni della neonata pellicola. Dopo tanto forsennato lavoro, Nostra Signora dei Turchi, fu calpestata, bruciacchiata, tagliuzzata, fatta a pezzi, sotto gli occhi allibiti e increduli del nobile napoletano Franco Jasiello della Microstampa, suo finanziatore, che, a quanto riferisce Carmelo Bene nella sua Autobiografia, rischiò quasi un infarto. Fu per Carmelo Bene un modo, comunque, come un altro per poter privilegiare la parte sonora del film, degradando perciò la qualità delle immagini. Quella che a prima vista poteva sembrare follia in effetti aveva del metodo.

### Titoli dei giornali
A Venezia ci fu un incidente con la stampa italiana poiché Carmelo Bene si rifiutò categoricamente di parlare con la stampa italiana:
"Con la stampa italiana in genere non intendo parlare. Sono pronto a qualunque colloquio con la stampa estera."

## Accoglienza nelle sale cinematografiche
In Francia Nostra Signora dei Turchi fu accolto molto bene, sia dalla critica che dal vasto pubblico, tanto da considerare Carmelo Bene il "liberatore del cinema".
Mentre quando il film apparve nelle sale cinematografiche italiane suscitò violenze inaudite, inspiegabili, vandalismi, con distruzione degli arredi e quant'altro. Carmelo Bene, anch'egli meravigliato oltremodo da questo fenomeno, considerando il fatto che nelle sale di allora si proiettava di molto peggio, cercò di fornire, almeno a se stesso, una spiegazione plausibile, pensando che ciò fosse dovuto al linguaggio cortocircuitato... Conseguenza, quasi immediata, di questa accoglienza feroce fu il ritiro dalle sale cinematografiche italiane della pellicola che venne successivamente proiettata solo in poche sale selezionate per un pubblico ristretto. Carmelo Bene, nella sua autobiografia, ricorda questo tristo evento:
... inaugurazione del cinema "Gioiello" a Torino. Me ne stavo acquattato in balconata, nello spettacolo del pomeriggio. Da sotto, ululavano e bestemmiavano. [...] La maggioranza tagliava la corda prima della fine inviperita. Andarono a fuoco ottanta poltrone in velluto, sabotaggio dei dissenzienti. Sgaiottolai da un'uscita secondaria per non essere linciato. Ventavoli, il proprietario del cinema, rimborsò a tutti il costo del biglietto, la polizia all'esterno allertata dal pandemonio. A Bari andò anche peggio. Veri e propri bollettini di guerra, poltrone squartate con i coltelli, colata di uova marce sullo schermo.
La stessa conferma la fornisce Lydia Mancinelli che si esprime pressappoco così...
Quell'anno Nostra Signora ebbe un successo di critica buono, mentre invece dal pubblico dovette difenderci la polizia, fuori dal palazzo... persone arrabbiate, così arrabbiate per quello che vedevano.

### Ritorno di Nostra Signora a teatro
Nostra Signora dei Turchi inizialmente romanzo, trasposto nella versione filmica, venne riportato di nuovo in scena, sempre a Roma, il 10 ottobre 1973 al Teatro delle Arti; e con il ritorno al teatro si chiude la parentesi cinematografica di Carmelo Bene, durata circa un quinquennio, dal 1967 al 1973. Anche se gli investimenti di denaro e mezzi nei suoi film furono abbastanza modesti rispetto a quelli forniti dai colossi del cinema, il tracollo finanziario colpì inesorabilmente la produzione C.B.

## Il problema della "trama"

### 1: Contesto della trama

Nostra Signora dei Turchi: sequenza di Bene in estasi

Parlare di trama per un film come Nostra Signora dei Turchi, e, in genere, per una qualsiasi opera di Carmelo Bene, benché oltretutto realisticamente impossibile, sarebbe fuorviante e inattendibile. In questo suo primo lungometraggio si sente fortemente l'influsso dell'Ulisse di James Joyce, si avverte il sottaciuto più che il detto, l'invisibile più che il visibile. Poi tutti gli inserti delle sequenze e le serie di fotogrammi arbitrari distolgono da qualsivoglia storia o "trama". Per esempio il rapporto surreale-fantastico che si instaura fra il redivivo martire (propenso a farsi male, ma non a morire stavolta come invece si auspicava 500 anni fa) e Santa Margherita non è di fede o di devozione ma sembra piuttosto ambivalente (mai risolto una volta per tutte) e, comunque, piuttosto di insofferenza; lo si percepisce chiaro già dalle prime sequenze dell'incontro-apparizione. La Santa sembra un ingombro, un vero imbarazzo, difficile da evitare; sembra acquisire poi fattezze e vizi umani, quali la gelosia, il ruolo quasi di moglie. C'è nell'aria questo tradimento, delegato paradossalmente alla stessa Santa Margherita, questo rapporto equivoco.
Comunque, se vogliamo parlare di "trama", bisognerebbe riferirla anche al succedersi delle inquadrature, alle sequenze, alla phoné, oltre che alle non-storie dei personaggi. Per restituirne fattivamente la "trama" bisognerebbe possibilmente riscrivere una specie di Ulisse (un tradimento dunque restituito alla pagina scritta, come del resto il film stesso lo è per il romanzo da cui è tratto), che ne racconti le molteplici varianti sottintese e non espresse esplicitamente, ma non per questo meno importanti.
Il problema che caratterizza l'inattendibilità di una "trama" (non solo in Nostra Signora dei Turchi, ma in tutte le opere di Bene) è l'incapacità o l'impossibilità di compiere un'azione, realizzare uno scopo ("se non si smarrisce nell'atto"), o soltanto riuscire a seguire una direzione, poiché tutto sembra essere caratterizzato da un effetto stroboscopico estraniante. Prendiamo per esempio la scena di quando il personaggio interpretato da Carmelo Bene tenta la "seconda caduta" dalla finestra; non si capisce proprio se abbia l'intenzione di farla oppure tenta solo di appoggiare il piede, se ci sia ripensamento o meno da parte sua. C'è o non c'è l'intento?... C'è questo smentirsi dell'azione.
Accade dunque la sospensione del dramma. Mentre un altro personaggio, un giovane barbuto, atletico, preoccupato, nervoso, sembra capirne le intenzioni, e, a un secondo tentativo o ripensamento dell'aspirante cascatore, butta via la cicca che stava fumando e comincia a correre. Si direbbe, secondo il gioco e la trama delle inquadrature, che lo faccia per salvare lo sciagurato... ma presto questa sua corsa, troppo lunga (chilometrica) fa trasparire chiaramente che la distanza è, comicamente, troppo enorme per avvalorarne l'intento salvifico, a meno che non venga riferito a qualcos'altro. Appena accennata, la "trama" perde il suo intreccio o viene resa incomprensibile. In effetti, a posteriori, non si sa cosa stava guardando, cosa stava pensando, che intenzione avesse e per cosa si fosse messo a correre questo giovane atletico barbuto. Così ora si vede chiaramente che l'aspirante o il rinunciatario cascatore segue un iter suo proprio, niente a che fare - c'è da supporre - con quello del supposto precedentemente "soccorritore" che ora anzi sembra soltanto un folle che corre facendosi scoppiare il fegato. L'"intento" di entrambe queste due vite parallele resta dubbio e comunque disatteso. Parallele restano anche le voci fuori campo che si sovrappongono in modo caotico e allo stesso tempo comico sospendendo le due tragedie, appena abbozzate e già scongiurate: quello dell'ipotetico soccorritore di non si sa chi e quello del cascatore che rinuncia alla caduta o a chissà che, oramai intento solo a pensare ad altro. Si direbbe proprio che la lettura del film dica anche al meno sprovveduto spettatore: "fesso chi legge" o "fesso chi avvalora un giudizio, un dubbio, una possibilità"...

Nostra Signora dei Turchi: la recita della poesia "Alle cinque della sera"

Nostra Signora dei Turchi: la recita della poesia "Quant'è bella giovinezza"

La "trama" va sempre riferita a qualcosa di precedente da cui essa trae spunto, ma nel film di Nostra Signora dei Turchi le cose che precedono vengono smentite dalle successive, in modo inaspettato, talché ci si ritrova senza un passato al quale possiamo riferire un aggancio ad una situazione presente. Insomma il film, e la sua non-storia, gira su se stesso (filma se stesso direbbe Bene); le aspettative vengono disattesse appena sembra cominci un intreccio, illogicamente. Non c'è un inizio né una fine, tutto quello che interessa si trova nel mezzo. Oltre a questo sfilacciamento della trama, si avverte in più costantemente questa solitudine, questo monologo dei personaggi, che non hanno relazione fra di loro anche quando sembrano, al contrario, averne o addirittura abusarne. Si potrebbe parlare di trama (o storia) singola per ogni personaggio, ma anche questa viene allo stesso modo puntualmente disattesa, poiché il linguaggio normalizzato alla comunicazione viene stravolto, irriso, cortocircuitato.
Quindi, se non si sospende il giudizio, se non riusciamo a lasciarci andare in balia dei significanti, saremmo costretti a porci sempre il perché di questo e quest'altro comportamento, il come e il quando succede una tale reazione, ecc., saremmo sommersi dai significati, soffocati dal nostro stesso linguaggio codificato, che si trova sempre spiazzato, stritolato, inerme di fronte alla preponderanza delle variazioni e trasgressioni attuate dal cinema beniano nel suo farsi. Questo cortocircuito del linguaggio evidentemente sarà stato, come pensava giustamente Bene, la causa delle reazioni sconsiderate degli spettatori, quando il film apparve per la prima volta nelle sale cinematografiche italiane.

### 2: Incipit: i Martiri di Otranto

Nostra Signora dei Turchi: sequenza inizialedella cupola Villa Sticchi (S. Cesarea)

Sullo sfondo buio iniziano a manifestarsi le forme del palazzo moresco, poi con inquadrature sempre più nitide e spericolate. La musica sinfonica tratta da Una notte sul Monte Calvo del compositore russo Mussorgsky, è perfettamente amalgamata con le immagini e soprattutto con la voce fuori campo, stupendamente cantilenante di Carmelo Bene. Come un monaco registrante le vicende nei Chronicon di altri tempi, rievoca vicende fra lo storico e l'infantile (in) esperienza, dove tutto è indefinito, citando così il tristo evento della presa di Otranto da parte dei Turchi:
Attiguo a casa sua stava un palazzo moresco, denunciato dal salmastro, orientale, come un riflesso sbiadito. Scrostato sotto le volte degli archi e sulle cupole. Abitato l'inverno da Cristiani comodi che nell'estate pagana cedevano le due ali sul mare per non morire di fame. Proclamato la fine lo stato d'assedio, quel palazzo sarebbe diventato il quartier generale dei Turchi che di tra le viole del cielo assolato avevano ammainato le mezzelune.
Si rivede così in un'altra vita, proprio 500 anni fa, quando scampò all'eccidio, non volendo, anzi rammaricandosene, avvertendo lo scampato martirio come un'umiliazione...
Quella costruzione era un sunto di storia, oppure no. Era il suo carnefice convertito proprio quando toccava a lui, cinquecento anni fa. Le esecuzioni di 800 e più martiri ebbero luogo in un campo di grano di quei coloni inturbantati che mietevano spighe d'oro ingemmate in cinabro, impazziti all'incanto di quella miniera di Fede.

Nostra Signora dei Turchi: sequenza dei Martiri

Vistosi alla fine pensò di invocare Santa Margherita, non nominata esplicitamente ma che apparirà più in là...
In quell'occasione egli pensò che sarebbe stato facile incontrarsi un'ultima volta. Era un santo a pregarla. Perciò le aveva scritto: "Vieni, stavolta è grave". E la risposta di Lei fu "stai tranquillo, ora non posso davvero. Vedrai che tutto andrà bene". Posa il capo su un sasso e la sognò. Si ribellò che ancora non l'avevano decapitato. Guardò in alto cercando il suo carnefice e lo trovò crocifisso. Poi gli dissero di levarsi e andarsene. Lui non aveva osato insistere; lo avevano umiliato, non c'è dubbio. Ma l'avrebbe rivista.
Poi si succedono delle velocissime sequenze alternate di esterni del palazzo moresco con interni della cripta della cattedrale di Otranto, dove vengono così ad essere inquadrati le ossa dei martiri di quell'evento del passato.
Se fosse stato loro il palazzo moresco, sarebbe anche vero oggi che le sue ossa figurerebbero sui velluti rossi, nella cripta della Cattedrale di Otranto. Incastrate, nel prodigio che le vuole ancora rivestite di carne, dopo tanto; come in quell'altro tutto suo miracolo che dopotutto la pensava ancora.
Continua l'inventario di quell'esperienza finché non si rivede in un teschio, il suo, che sembra volersi reincarnare.

Nostra Signora dei Turchi: ritratto di profilo del protagonista: "Sì sono io"

Con il ritorno al presente, e lui, in primo piano di profilo, che dice: "Sì, sono io". In questo presente cerca il suo calvario, questa volta voluto e auto-determinato, non più causabile da un evento esterno. Cerca in tutti i modi il martirio mancato, cercando di farsi male, comunque, di rincretinirsi, di umiliarsi, ecc. Comportamento stranissimo, proprio da folle. Qui le musiche sono generalmente dissonanti contrariamente a quelle che caratterizzavano le sequenze precedenti. Tanto per cominciare lo troviamo auto-legato come un salame, da capo a piedi, cercando in tal modo di spostare quelli che sembrano degli elenchi telefonici, posti sopra una seggiola, per metterli dentro una valigia, usando a tale scopo la bocca, o le mani, per quel che può.
In questa situazione di visibile incapacità scoppia nella stanza un incendio, e lui sempre sdraiato si agita impotente, cercando di mettere l'ultimo foglio nella valigia, qualche indumento, e poi di chiuderla. Tra fumo e fiamme lo vediamo rotolarsi verso...

Nostra Signora dei Turchi: sequenza della pistola

Dall'alto di un dirupo lo vediamo impugnare con le due mani una pistola e sparare verso un individuo, il suo alter ego, che corre in mezzo ai campi cercando di sfuggire a questa minaccia. Schivando fortunosamente i colpi arriva su uno spiazzo vicino al mare; sembra riprendere fiato, tira fuori un documento per leggervi... quasi tranquillizzato, ma il killer questa volta non lo manca, colpendolo con un colpo alla schiena, poi avvinatosi gli dà il colpo di grazia. Il killer si inginocchia per prendere il documento ma il corpo del fuggiasco, il suo alter ego non c'è più.
Una signora col battipanni in mano, forse una domestica, dalla balconata del palazzo sbadiglia, guardando non si sa dove. Lui cerca di arrampicarsi malamente, sprovveduto e incapace com'è; vuole scavalcare il muro... Mentre la signora indolente continua a battere i tappeti appesi alla balconata. Lo si vede ora vestito da cameriere che porta un mazzo di fiori. I fiori sono ora sul tavolo come fossero un quadro raffigurante una natura morta.

Nostra Signora dei Turchi: la caduta dal balcone

Si avvicina adagio, verso la finestra, guarda, ammira, si appoggia con un braccio sulla balaustra, fumando la sua sigaretta, guarda in alto, forse gli uccelli o chissà cosa; si guarda intorno circospetto per vedere se fosse spiato da qualcuno; finisce di fumare e butta via la cicca; cerca di scavalcare la balaustra di spalle, da vero incapace; cerca di appoggiare prima il piede sinistro, poi con le mani si dà uno slancio e precipita... Fa un bel volo, ritrovandosi così disteso e fracassato a terra. Inquadratura dall'alto. Qui la voce fuori campo...
Non era la prima volta che si buttava fuori dalla finestra.
Tutto indolenzito, lamentevole, con fatica cerca di muoversi, di rialzarsi, ma inutilmente. Infine esclama: "stavolta li denuncio". Non riesce ad alzarsi proprio e così carponi riesce ad uscire fuori dall'inquadratura.
Si ritrova davanti allo specchio, con la faccia incerottata, con indosso vestito e cravatta, che sorseggia un liquore, diverse candele dal basso illuminano il tutto. Fa cin cin a se stesso stentando un sorriso. Dice qualcosa sottovoce...
Non sono d'accordo, andiamocene via.

### 3: Le azioni del protagonista
L'inizio della trama del film ha un netto collegamento con l'intera vicenda del personaggio di Bene. Di collegamento con il film sono le prime battute del protagonista riguardo all'assedio di Otranto avvenuto nel 1480 ad opera dei Turchi. Dopo l'evocazione di Bene di tale assedio in cui furono trucidati in un campo di grano ben 800 persone, Bene passa a descrivere la figura sgargiante e imponente di un palazzo moresco: l'odierna Villa Sticchi.
Attraverso questo palazzo si rispecchia tutto l'animo del protagonista del film in cui s'incarna: sofferente, situato in un luogo a lui sconosciuto (il Salento appunto) e di conseguenza assalito dalla forza sconosciuta dei Turchi che hanno imposto un nuovo regime culturale e religioso. La trasformazione radicale del valore simbolico del Palazzo Moresco, inizialmente divenuto il quartier generale dei Turchi durante l'assedio e poi ritornato in possesso dei suoi vecchi padroni, ha fatto sì che il protagonista, così come il palazzo stesso, ne uscisse profondamente travagliato. Da qui inizia il viaggio nell'anima del protagonista Carmelo Bene, caratterizzata in tutto il film da un profondo senso di impotenza che lo porta di conseguenza ad apparire volutamente mediocre e reietto, sebbene lui stesso conosca il suo problema.
Un fatto dev'essere ben chiaro: il personaggio di Carmelo Bene è presentato e agisce in base ad un pregnante status di inettitudine e dabbenaggine, quasi stupidità. Tutte le azioni che compie il suo "personaggio chiave", eccezion fatta per gli altri che interpreta nel film, sono relative a questo concetto.

### 4: Il protagonista inizia a confrontarsi con sé stesso
Carmelo Bene in vesti di un personaggio qualsiasi, si trova nella sua casa presso Santa Cesarea Terme nel periodo rivoluzionario del 1968. Tuttavia l'arco di tempo in cui il protagonista agisce pare incerto e irraggiungibile, come del resto il sinolo del vero stato d'animo dell'uomo. Egli sa solo che sta male e vorrebbe in tutti i modi accanirsi ancora di più contro la sua stessa persona di prima di lasciare la Terra. Bene osserva con il suo sguardo arcigno e impenetrabile la vita comune dei paesani di Santa Cesarea e, cambiando direttiva, torna a lottare con sé stesso. Già una volta si butta dalla finestra di casa, avendo inutilmente cercato di raggiungere una ragazza per cui provava interesse. Quando cerca di auto-lesionarsi nuovamente, Carmelo Bene viene scorto da un uomo che, avendo lasciato immediatamente le sue faccende, corre per salvarlo. Ma improvvisamente, come se su di lui avesse agito una forza estranea, quasi sovrannaturale, l'uomo è colto da un infarto non appena giunge sotto la casa del suicida e si accascia esanime.
Bene guarda la scena disgustato e si stacca dalla finestra. Ha intenzione di scrivere, comporre un resoconto di tutto ciò che prova per arrivare ad una conclusione, oppure semplicemente per pura voglia di descrivere quello spaccato preciso della sua vita?

### 5: "Ti perdono! Ti perdono!"
Non ha il tempo neanche di mettersi all'opera che una figura entra dolcemente nella vita del protagonista Carmelo Bene: Santa Margherita (forse quella di Antiochia), protettrice del suo paese marinaro. Anche questo personaggio però nel film non è del tutto omogeneo e spesso fa sorgere molti dubbi: è veramente l'apparizione di una santa oppure è vista così dal protagonista, essendo forse lo spirito in realtà una semplice donna?
Ma una cosa è certa nel film: la santa è piena di buone intenzioni e vorrebbe aiutare il protagonista a redimersi da ciò che lo fa soffrire, ma per Bene quella presenza è portatrice di sventure e di mali ancora più atroci, perché appunto si è intromessa nella sua vita. Santa Margherita gli comunica che tutte le volte che ha provato a suicidarsi era stata proprio lei a salvarlo affinché potesse avere un'altra possibilità. Lei cerca di consolare Carmelo Bene in un tenero passionale abbraccio sul letto di casa, ma il protagonista, sebbene in un primo momento si abbandona sconsolato, la rifiuta, esasperato dalla continua tiritera pronunciata senza fine dalla santa: "Ti perdono! Ti perdono!".
Bene dunque respinge via la santa, ma poi pare che ciò che lo assilla per tutto il film non sia sparito del tutto. Dunque infuriato distrugge mobili e sedie e fa lo stesso preparandosi una camera esterna al chiaro di luna.

### 6: La filosofia del "Vedere la Madonna"

Una delle tante figure interpretate da Carmelo Bene nel film. Qui assume il ruolo di un essere soprannaturale, quasi filosofo, che teorizza la sua visione della vita

Scacciata per la prima volta Santa Margherita, lo spirito disceso dal Paradiso per vegliare sull'anima di quel particolare sfortunato, Carmelo Bene mette a fuoco la sua filosofia di vita. Tale parte del film tende all'autoesaltazione e al manifestare l'indiscutibilità del Genio, incompreso e rifiutato invece nella società comune.
Parla la voce narrante, affermando che il mondo è composto solo da cretini: cretini che hanno visto la Madonna e cretini che non l'hanno vista. Il protagonista fa parte di coloro i quali non hanno visto la Madonna: ciò nondimeno, non può sottrarsi dal desiderarne la visione. Tale condizione è la trasposizione metaforica di coloro i quali non sono ancora riusciti ad affrancarsi dai significati (nel qual caso riuscirebbero dunque a scomparire nei soli significanti: in altre parole, nei 'corpi sonori' del linguaggio). Essi, per far ciò, non possono che perseguire l'auto-annientamento dei propri intenti, ovvero del proprio voler-essere soggetti: i 'salti dal balcone' non sono altro che 'voli mancati', in quanto testimonianze dell'incapacità di vincere la forza di gravità. Viceversa, San Giuseppe da Copertino (vero riferimento 'differito'), mediante la sua levitazione, riusciva a volare con ali immaginarie verso il Cielo, colmando la distanza tra lui e la Madonna: essendo perciò lui stesso la Madonna che vede (il miracolo è quindi il superamento dello iato tra significati e significanti: esplicito riferimento alla semiotica di Ferdinand De Saussure). Ricapitolando, la gente che invece pretende di giungere alla visione della Madonna basandosi su fatti, volontà e, in generale, l'intenzionalità dell'ego, non può che vedere solamente se stessa (il miracolo non accade).

### 7: Ritorno al presente del protagonista
Dopo una breve visita in paese del protagonista, tutto fasciato per le ferite riportate nella caduta iniziale, nella quale ascolta una telecronaca sul film Il generale della Rovere, Carmelo Bene incontra un editore. Questi infatti, essendo in crisi economica, vorrebbe pubblicare le lettere e i testi che il protagonista stava scrivendo riguardo alle sue sensazioni. Bene sarebbe anche interessato, ma un dubbio lo sconvolge: avrebbe dovuto prima rileggere i suoi scritti, non per correzioni, ma per rituffarsi nei suoi antichi pensieri nell'intento disperato di arrivare ad un fine.
Tuttavia egli rallegra il modesto editore e ci si mette a ballare felicemente, come una coppia di amanti. Giunta la sera, Carmelo Bene si reca in paese, per assiste ad una festa, ma improvvisamente si sente male. Non riesce a stare in mezzo a tutta la ressa, dato che solo lui pare stare male e quindi desideroso di restare solo. Tutto ciò che in Terra lo circonda pare fargli pena e disgusto. Allontanatosi dalla piazza, il protagonista si sposta in un campicello dove un pastore sta pascolando le capre. Il rumore assordante dei fuochi d'artificio fa impazzire il protagonista, che pare stia per esplodere, finché non giunge nuovamente Santa Margherita. Questa appare al protagonista dal cielo illuminato dagli spari, invitandolo freneticamente a ripensare su ciò che ha fatto. Se lui non l'avesse respinta, adesso sarebbe in pace e senza quei dolori interni che lo attanagliano. Però Santa Margherita si dimostra ancora premurosa e continua a vegliare sull'anima di Carmelo. Questi continua il suo percorso sulla stradicciola, giungendo ad una casa diroccata. Giunge il momento della trama in cui il protagonista ha un fosco ricordo della sua infanzia. Egli trova davanti a sé un bambino piangente e lo raccoglie, mentre nelle mura intorno a sé dei fuochi e delle fiamme divorano l'intero spazio.
Il giorno dopo Carmelo si trova sempre nella sua stanza, dolorante ancora per le ferite. Questa volta però si aggiungono ai mali degli spasmi convulsi, che fanno tossire ripetutamente il malato, ancora una volta visitato da Santa Margherita. Questa tenta ancora di aiutarlo nella sua lotta, ma con parole sconnesse Carmelo la invita ad andarsene nuovamente, aumentato il volume dei colpi di tosse, come se fosse proprio la santa a farlo soffrire di più con la sua presenza. Margherita, disperata, si allontana piangendo.

### 8:Allegoria di Cristo e altre vicende del protagonista
Improvvisamente la scena cambia: una grotta buia e umida prende il posto della camera da letto del protagonista. Carmelo Bene cerca di arrivare nel punto dove sente provenire dei sospiri. Scopre la Vergine Maria in lacrime che piange il corpo del figlio Gesù Cristo. Lei, alzando lo sguardo, fissa quello stupefatto e spaurito di Bene, dicendogli che il figlio era morto per colpa sua. Di conseguenza la scena si sposta, dopo che il protagonista è riuscito ad uscire dalla grotta. Ora lui e Santa Margherita si trovano in una barca nel mare, poco lontano dal molo Santa Cesarea. Segue un dialogo incomprensibile tra i due. Finalmente il protagonista apre la bocca, dopo quasi l'intero silenzio in tutta la prima parte del film; però le cose che dice alla santa sono quasi prive di senso. Inoltre a complicare l'apprensione del discorso sono le parole di Margherita, che si alternano a quelle pronunciate da Bene. Si tratta del tipico metodo beniano usato nei panni del protagonista per esprimersi: l'incomprensibile. Solo lui comprende e conosce il suo pensiero e se tenta di comunicarlo, risulta impossibile da assimilare di fronte alle altre persone, perfino a quella figura che impersona Santa Margherita. Dopo aver finito la conversazione, Bene si abbandona nella barca, allungandosi sulla prua e fissando il cielo.
Segue la scena del Palazzo Moresco, il simbolo ed unico punto di riferimento del protagonista a cui appigliarsi. Lì si incontra sempre con Santa Margherita, questa volta non più in vesti di abitante del Paradiso. Sembra infatti una donna normale. I due entrano nel palazzo e improvvisamente le sequenze che seguono sono in bianco e nero, come una vecchia pellicola degradata del cinema muto. Nella sala principale mezzo diroccata vi è un bambino che gioca a pallone, dando fastidio al protagonista. Inoltre lì Carmelo Bene dà ancora prova del suo status demente e inetto, non riuscendo a portare un baule sopra le spalle, cadendo a terra e poi cercando di avere un'altra conversazione con Margherita. Ma ancora una volta le parole e le frasi sono senza senso e i due non riescono a capirsi perché ognuno parla sopra l'altra. Non sapendo più che fare, il protagonista, sparita Margherita, si accascia a terra, accerchiato da tante candele accese.
Nelle altre due brevi sequenze che succedono, Carmelo Bene e il personaggio di Margherita giocano a carte, tentando ognuno di prevalere sull'altro. Ad un certo punto Margherita si accorge che l'altro sta barando e gli domanda il perché. Il protagonista non risponde e così vince. Nella seconda scena breve si assiste, sotto un paesaggio sfocato e coperto in parte da mucchi di fiori, due amanti che si baciano.

### 9: Dialogo dei Tre frati
La lunga scena che segue è una chiara critica di Bene nei confronti della Chiesa.
Egli interpreta due frati e un penitente. Il primo è un uomo rozzo, volgare e barbuto, l'altro uno più mite di nome Ludovico e il penitente è una deformazione esuberante del pellegrino fedele.
La scena si svolge sempre in casa di Bene a Santa Cesarea, dove il frate barbuto è intento a preparare una cena a base di vino, pane e spaghetti al sugo. Mentre l'essere penitente dà sfogo a tutta la sua stupidità invocando senza senso l'intervento salvifico del frate, Ludovico è costretto a sottostare agli ordini gretti e precisi impostigli dal frate barbuto. Costui rappresenta il lato negativo della Chiesa: estremamente bruto, goffo e malfattore, talmente incastrato nei suoi vizi che spesso i suoi alterchi e borbottii risultano incomprensibili. Anche questo è uno dei tanti personaggi resi deformi dall'esagerazione classica di Carmelo Bene.
Il goffo frate barbuto fa cadere per terra gli spaghetti e dopo averli raccolti tra imprecazioni e parolacce, inizia a dialogare con il suo alter-ego Ludovico. Quest'ultimo vorrebbe apparire diverso da come appare agli altri e a sé stesso. Lui si crede ancora buono e degno di redimersi finalmente dal peccato e da tutti i misteri che avvolgono la vita. Il frate barbuto gracchiando gli intima di lasciar perdere queste sciocchezze, in quanto il mestiere svolto dai frati come lui e l'altro è il migliore per guadagnarsi la salvezza, il potere e il pane a pranzo e cena. Da come dichiara egli: "La gente come noi si coniuga e non si declina!", si capisce la difficoltà del protagonista stesso a trovare uno sbocco di salvezza a queste due forze opposte che combattono. E come se non bastasse il fedele penitente interrompe tutto. Il frate barbuto continua a ridacchiare, consapevole di aver vinto su Ludovico e, tagliando la scena di colpo, ne passa ad un'altra. Il collegamento tra le due tuttavia è evidente.
Questa volta il frate barbuto, truccandosi come un attore teatrale in camerino, cambia pian piano aspetto, divenendo quasi un'altra persona. Giunge per la quarta volta Santa Margherita, questa volta dichiarandogli senza preamboli il motivo per cui è venuta da lui ancora. Carmelo Bene, fingendo di non capire, le dice che la persona che cerca (Ludovico, ossia la parte buona del protagonista stesso) è nella stanza più in fondo. Santa Margherita capisce allora il netto rifiuto del suo beniamino e lo ingiuria andandosene.

### 10: sequenza finale, il Cavaliere di Otranto e i Martiri
La scena si sposta adesso indietro di 500 anni circa, basandosi Carmelo Bene sull'anno 1968. Una donna con un bambino attraversa il pavimento a mosaico della Cattedrale di Otranto, giungendo alla grande teca dei martiri. Improvvisamente la donna ha una visione: il teschio di uno dei martiri si anima e compare il volto di Carmelo Bene che invita la donna a seppellirlo al più presto. La donna accetta, anche senza comprendere il significato di quelle parole, e se ne va. La sequenza si sposta al presente: il protagonista Carmelo Bene è intento a scrivere ancora e finalmente si può capire il nocciolo della metafora del suo modo di essere. La vicenda è ambientata nel Medioevo, proprio come si è visto poco prima nella cattedrale. Tuttavia Bene intende tracciare un collegamento permanente tra il suo periodo Sessantottino e quello in cui Otranto fu presa dai Turchi. Ciò che segue si riallaccia perfettamente con quanto espresso dal protagonista narratore all'inizio del film: egli si risveglia in un mondo che non conosce, sebbene ci abbia sempre vissuto. Non accetta la realtà, rifiutando l'aiuto perfino di una guida spirituale come Santa Margherita. Così egli la congeda per sempre con le parole. Infatti, come all'inizio del film, Carmelo Bene ricorda la figura di un carnefice turco nell'atto di decapitare un nemico cristiano. Per un evento prodigioso il cristiano si salva, svegliandosi e vedendo davanti a sé il suo boia crocifisso. Il prigioniero cristiano è il protagonista Carmelo Bene.
Dunque egli, in vesti di cavaliere medievale, in quanto la sua figura attuale è molto collegata a questo suo nuovo alter-ego, si presenta in casa sua di fronte ad una domestica. Questa non è altri che la serva nella cattedrale di Otranto, anch'essa condotta nel presente del '68.
Come sempre, anche questo personaggio beniano è caratterizzato da profonda inettitudine e goffaggine, tanto che impiega molto tempo per arrivare al suo fine. Ossia egli non ha mai provato nulla per Santa Margherita, preferendo godersi i piaceri mondani assieme a quella nuova donna. In quel modo, come il 28 luglio 1480 a Otranto, il Cavaliere gode amando la serva. Inaspettatamente, mentre la donna è sola nella paglia, irrompe in casa Santa Margherita, infuriata per l'atto del paladino cristiano. La santa trova ciò che cerca in un'altra stanza e lo prega di non andare a combattere contro i Turchi invasori. Il Cavaliere la respinge senza parlare e sale in groppa al cavallo con la serva, fuggendo lontano dalla sua "persecutrice". Ora tutto ciò che vede il Cavaliere non è altro che il Palazzo Moresco, unico suo vero simbolo attorniato adesso da una presenza invadente
Terminata la battaglia, Otranto è perduta e così anche tutto il resto caro al Cavaliere. Egli entra barcollante nel Palazzo Moresco espugnato dai Turchi e incontra sopra l'altare Santa Margherita. Ora che tutto ciò che gli era caro è svanito nel nulla, il Cavaliere vorrebbe chiedere perdono, ma la donna non glielo concede. Purtroppo il protagonista, sia nel suo periodo che in quell'allegoria remota che evoca la battaglia di Otranto, ha tardato troppo ad accorgersi della reale verità ed ora non può far nulla per redimersi. Sconvolto da tale dichiarazione di Santa Margherita, il Cavaliere con sguardo stupito e invocante emette lunghi e affannosi sospiri, fino ad accasciarsi senza vita sulla gradinata.

## Produzione
Le riprese del film durarono 40 giorni, senza sceneggiatura prestabilita.
Il film è stato girato tutto nel Salento, in particolare nei seguenti luoghi:
- Santa Cesarea Terme: il film inizia con le scene nel Palazzo Sticchi, il cui proprietario era il primo concessionario delle Terme: qui è stata girata buona parte del film; a pochi passi dal palazzo moresco vennero girate le scene interne, nella villa paterna di Carmelo Bene, ove arriva un cavallo; la corsa dell'uomo è in via Roma, per il centro del paese;
- Otranto, nella famosa Cattedrale (con i teschi dei martiri, custoditi nelle teche della chiesa) e nella piazza principale del paese;[13]
- Gallipoli, con alcune scene ambientate in Paese;
- Castro Marina, con alcune scene girate all'interno della Grotta Zinzulusa.[14].

Lydia Mancinelli racconta che mentre, nei panni di Santa Margherita, con tanto di peplo e con l'aureola in testa, stava aspettando nei pressi della chiesa dove sarebbe stata girata di lì a poco l'ultima scena del film di Nostra Signora, passa un camioncino che bruscamente frena, addirittura sgommando; l'autista guarda incredulo, poi riparte, ritorna indietro titubante, non sa cosa fare e se ne va. Dopo nemmeno un quarto d'ora si appressa davanti alla chiesa una moltitudine di persone che volevano vedere la Madonna, almeno così, di primo acchito, avevano pensato ad un'apparizione mariana.
Intervennero poi anche i carabinieri che consigliarono a Carmelo Bene e alla sua troupe di lasciare che la folla baciasse le mani della presunta Madonna, altrimenti non se li sarebbe tolti di torno. E così per un'oretta ci fu questa inaspettata devozione popolare, con tanto di complimenti, dopo aver smaltito la loro credulità, per Lydia: "Come sei bella!... sembri proprio la Madonna!"

## Riconoscimenti
- 33ª Mostra internazionale d'arte cinematografica di Venezia
  - Premio speciale della giuria ex aequo con Le Socrate di Robert Lapoujade

## Critica televisiva
A Carlo Mazzarella, inviato di punta della Rai, per avere stroncato in diretta televisiva Nostra Signora dei Turchi, Carmelo Bene mollò due ceffoni (secondo Lydia Mancinelli) mentre nella Vita di Carmelo Bene, forse più attendibile, si legge che fu Perla Peragallo, attrice e complice, che tutta sbronza, molla un manrovescio al povero cronista, dopo aver prima chiesto: "Che faccio, gli do uno schiaffo?..." al che Bene risponde con un'altra domanda "...e perché no?". Divenne il tormentone abitudinario della ventinovesima Mostra del '68, quello di ordinare al bar dell'Excelsior "mozzarelle allo schiaffo".

Nostra Signora dei Turchi

## Edizioni teatrali
- Nostra Signora dei Turchi (I edizione). Con L. Mancinelli, M. Puratich. Roma, Teatro Beat 72 (1º dicembre 1966).
- Nostra Signora dei Turchi (II edizione). Con I. Marani, I. Russo, A. Vincenti, B. Baratti, F. Lombardo, G. Scala. Scene Gino Marotta. Roma, Teatro delle Arti (10 ottobre 1973).

## Edizione cartacea (romanzo)
Carmelo Bene, Nostra Signora dei Turchi, Milano, Sugar, 1966.

## Altri media
Esiste anche una versione radiofonica di Nostra Signora dei Turchi.